# Crescendo (Zeitschrift)
Crescendo [kʀɛˈʃɛndo] ist ein deutschsprachiges Magazin für klassische Musik. 

## Geschichte
Das Magazin ging aus der 1963 gegründeten Zeitschrift Oper und Konzert hervor und erscheint seit 1998 unter dem Namen crescendo mit einer Auflage von ca. 70.000 Exemplaren (Druckauflage Stand 2016) im Verlag Port Media GmbH in München. Herausgeber ist Winfried Hanuschik.
Autoren sind Musikjournalisten, klassische Musiker, Literaten und Politiker.
Das Magazin enthält Essays, Rezensionen und Blicke hinter die Kulissen, es beschreibt Trends, Premieren und stellt neue CDs vor.